# Fantasy animalière

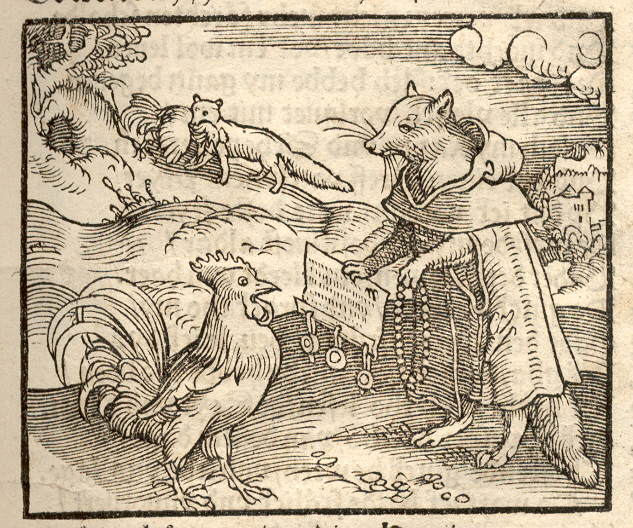
Gravure sur bois illustrant le Roman de Renart.

La fantasy animalière est un sous-genre de la fantasy qui se caractérise par le fait que ses principaux protagonistes sont des animaux anthropomorphisés.

## Définition
La présence d'animaux anthropomorphisés est la caractéristique principale, voire suffisante, de la fantasy animalière. Le sous-genre a été inventé par les auteurs de l’Encyclopedia of Fantasy en 1997. John Clute y définit la « animal fantasy » par distinction avec deux autres types de récits : d'un côté, la fable animalière, qui développe des récits satiriques ou purement métaphoriques ; de l'autre, les « animaux parlants », récits où l'animal joue seulement le rôle de compagnon pour un héros humain, dans un monde peuplé d'humains, et où les animaux n'occupent donc pas les premiers rôles. Ces distinctions sont utiles, mais, comme toujours, certaines œuvres s'ingénient à les remettre en cause.
Comme le souligne André-François Ruaud, le rattachement des œuvres de ce type au genre de la fantasy peut poser un problème lorsque l'anthropomorphisation des animaux est le seul élément merveilleux du récit, et que la magie, principale caractéristique du genre, n'y intervient pas du tout par ailleurs. Cependant, la majorité des commentateurs ne remettent pas ce classement en cause, et, de fait, de nombreuses œuvres mettant en scène des personnages animaux relèvent sans ambiguïté de la fantasy.
De nombreux univers de fantasy intègrent une composante « animalière », dans la mesure où il est fréquent d'y rencontrer des créatures hybrides entre hommes et animaux (centaures, lycanthropes, hommes-taureaux, hommes-fauves, etc.) et des métamorphoses animales (volontaires ou involontaires, ponctuelles ou habituelles), ainsi que diverses formes de communication privilégiée entre les espèces intelligentes (humains, elfes, etc.) et la faune et la flore qui les entourent. Cependant, ces caractéristiques ne suffisent pas pour qualifier un univers de fantasy animalière : les critiques ont tendance à réserver le genre aux univers dans lesquels le principe des animaux anthropomorphes est généralisé (avec de très nombreuses espèces animales), ou bien dans lesquels ces personnages ont manifestement le rôle principal.

## Histoire
Tandis que de nombreux sous-genres de la fantasy s'inspirent des contes et des mythes, la fantasy animalière remonte plutôt au genre de la fable, depuis Ésope jusqu'à La Fontaine. Entre-temps, le genre s'est vu pourvu d'un précurseur médiéval avec le Roman de Renart, un ensemble de récits composé aux XIIe et XIIIe siècles, mettant en scène des animaux dans une société médiévale ; certaines « branches » font même intervenir la magie (Renart magicien).
Le roman considéré par les critiques comme fondateur du genre est Le Vent dans les saules de Kenneth Grahame, paru en 1908, qui met en scène des animaux pensant et vivant comme des hommes (ils portent même des vêtements). On peut cependant remonter au Le Merveilleux Voyage de Nils Holgersson à travers la Suède de Selma Lagerlöf, paru deux ans plus tôt, où le héros est un petit garçon, mais où les animaux jouent un rôle important (en particulier les oies et le jars en compagnie desquels Nils voyage).
La fantasy animalière entretient des relations étroites avec la littérature pour la jeunesse. Anne Besson cite ainsi en exemple Rougemuraille, un « gigantesque » ensemble de romans et de nouvelles de Brian Jacques, centrés sur les aventures des animaux habitant l'abbaye de Rougemuraille et teinté de fantasy épique médiévale.
Mais ce sous-genre ne se cantonne pas à la jeunesse et tend à s'en affranchir en produisant aussi bien des œuvres pour la jeunesse que des œuvres à destination des adultes. Cette tendance vaut également dans d'autres genres (avec, par exemple, dans le domaine de la bande dessinée, Canardo et Blacksad dans le genre du polar, et Maus qui raconte la Shoah).

## Œuvres de fantasy animalière

### Cycles et romans
- Rudyard Kipling, Le Livre de la jungle, 1894
- Beatrix Potter, Le Conte de Pierre Lapin, 1902 (et ses suites)
- Selma Lagerlöf, Le Merveilleux Voyage de Nils Holgersson à travers la Suède, 1906
- Kenneth Grahame, Le Vent dans les saules, 1908
- Thornton Burgess (article anglais), Old Mother Winter West, 1910 (et ses suites)
- A.A. Milne, Winnie l'ourson, 1926-28
- George Orwell, La Ferme des animaux, 1945
- Dino Buzzati, La Fameuse Invasion de la Sicile par les ours, 1945
- Stan et Jan Berenstain, la série des Berenstain Bears (article anglais), initiée en 1962
- Roald Dahl, Fantastique Maître Renard, 1970
- Robert C. O'Brien, Madame Brisby et le secret de NIMH, 1971
- Richard George Adams, Les Garennes de Watership Down, 1972
- William Horwood, Le Bois Duncton, 1980
- Dick King-Smith, Babe, 1983
- Tad Williams, La Légende du noble chat Piste-fouet (Tailchaser's Song), 1985
- Brian Jacques, Rougemuraille, 1986
- Garry Kilworth, Hunter's Moon, 1989
- Gabriel King, The Wild Road, 1997
- Michel H. Payne, The Blood Jaguar, 1998
- Răzvan Rădulescu, Théodose le Petit, 2005
- Erin Hunter, La Guerre des Clans, 2005
- Thierry Sportouche, De l'autre côté des nuages, 2009
- Vincent Torossian, Voyage au pays de la folie !, 2017

### Bandes dessinées, comics, mangas
- Stan Sakai, Usagi Yojimbo, 1984
- Ayroles et Masbou, De cape et de crocs, 1995
- Raymond Macherot, Sibylline
- David Petersen, Légendes de la garde, 2006
- Dufaux et Tillier, Le Bois des vierges, 2008
- Mélanie Guyard, David Chauvel, Patrick Wong et Jérôme Lereculey, Les 5 Terres, 2019-

### Films et dessins animés
- Le Roman de Renard, Ladislas Starevitch, 1937
- Le Crapaud et le Maître d'école de Disney, 1949
- Robin des Bois de Disney, 1973
- Les Aventures de Winnie l'ourson de Disney, 1977
- La Folle Escapade, Martin Rosen, 1978
- Brisby et le Secret de NIMH, Don Bluth, 1982
- Pompoko, Isao Takahata, 1994
- Babe, le cochon devenu berger, Chris Noonan, 1996
- La Légende de Despereaux, Sam Fell et Robert Stevenhagen, 2008
- Zootopie, 2016
- Tous en scène, 2016
- Tous en scène 2, 2021

### Séries télévisées
- Le Manège enchanté (France, 1964)
- Le Tour du monde en quatre-vingts jours (Japon, Espagne, 1981)
- Moi Renart (France, 1986)
- Les Animaux du Bois de Quat'sous (Allemagne, Espagne, France, Royaume-Uni, 1995)
- Redwall (Canada, France, 1999)
- Argaï, la prophétie (France 2000)

### Jeux de rôle
- Toon, Steve Jackson Games, 1984
- Furry Pirates, Furry Games, 1999
- Ironclaw, Sanguine Productions, 1999
- Jadeclaw, Sanguine Productions, 2002
- Blacksad, NoSoloRol Ediciones (Espagne) et La Loutre Rôliste (France), 2016
- Insectopia, Odonata Editions, 2016

### Jeux vidéo
- FurryMUCK (MUD), 1990
- Furcadia (MMORPG), Dragon's Eye Productions, 1996
- La série Crash Bandicoot, lancée en 1996
- Tail Concerto, 1998
- La série Sly Cooper, lancée en 2002
- Solatorobo: Red the Hunter (RPG) utilisant la magie, 2010